# Centrotoclytus minutus
Centrotoclytus minutus är en skalbaggsart som beskrevs av Maurice Pic 1925. Centrotoclytus minutus ingår i släktet Centrotoclytus och familjen långhorningar. Inga underarter finns listade.